# Onthophagus embersoni
Onthophagus embersoni là một loài bọ cánh cứng trong họ Bọ hung (Scarabaeidae).